# Orchon (provins)
Orchon (ibland även stavat Orhon eller Orkhon; Орхон аймаг med mongolisk kyrillisk skrift) är en liten provins i norra Mongoliet. Den har totalt 71 525 invånare (2000) och en areal på 840 km². Provinsen har fått sitt namn efter floden Orchon som flyter genom den. Provinsens huvudstad är Erdenet.

## Administrativ indelning
Provinsen är indelad i 2 distrikt (sum): Bayan-Öndör och Jargalant.